# 810

## Eventos
- Íñigo Arista torna-se o primeiro rei de Pamplona.

## Nascimentos
- Nimmyo, 54º imperador do Japão.